# David Álvarez Flores
David Álvarez Flores (Madrid, 1900-Madrid, 20 de julio de 1940) fue un caricaturista, ilustrador, grabador y publicista español, fusilado por la dictadura franquista.

## Biografía
Aunque nacido en Madrid, se instaló joven en Tolosa, donde inició su carrera como dibujante en los años 1920 en San Sebastián junto a otros artistas de la época como su amigo Pedro Antequera Azpiri, trabajando, entre otras, en la empresa Gráficas Laborde y Labayen. Durante su estancia en el País Vasco desarrolló una técnica propia de grabado en plancha de zinc, y como resultado de la misma se encuentran dos de sus mejores obras, 'Txistulari y Sorgiña'. 
En 1930 se asoció con Gustavo de Maeztu, y juntos crearon la empresa Gustavo David. Con Antequera Azpiri regresó a Madrid en 1934 y trabajó para El Magisterio Español como ilustrador de multitud de libros de texto. Con el golpe de Estado de julio de 1936 que dio lugar a la guerra civil se incorporó a las Milicias Vascas Antifascistas, combatiendo en la defensa de Madrid con el Ejército Popular Republicano con el grado de capitán. También colaboró en el diseño de carteles durante el conflicto. Fue detenido al final de la guerra, siendo encarcelado en la cárcel del Conde de Toreno, donde también fue llevado Antequera Azpiri. En la prisión realizó infinidad de dibujos a muchos de los detenidos, como Antonio Buero Vallejo. 
El 28 de abril de 1939 el diario ABC publicaba en su página 15 bajo el título Continúan las detenciones de los autores de numerosos robos y asesinatos: "[detenido] David Álvarez Flores, ayudante del teniente coronel "rojo" Ortega, que organizó el siniestro S.I.M." 
En julio de 1940 y tras un consejo de guerra que lo condenó por rebelión y del que no fue informada la familia, fue fusilado en las tapias del cementerio del Este en Madrid.